# Алендејл (Калифорнија)
Алендејл (енгл. Allendale) насељено је место без административног статуса у америчкој савезној држави Калифорнија.

## Демографија
По попису из 2010. године број становника је 1.506.
| Група             | 2000.    | 2010.         |
| Белци             | 0 (0,0%) | 1.129 (75,0%) |
| Афроамериканци    | 0 (0,0%) | 49 (3,3%)     |
| Азијати           | 0 (0,0%) | 42 (2,8%)     |
| Хиспаноамериканци | 0 (0,0%) | 235 (15,6%)   |
| Укупно            | 0        | 1.506         |